# Anémone (film)
Pour les articles homonymes, voir Anémone (homonymie).
Pour plus de détails, voir Fiche technique et Distribution.
Anémone est un film français réalisé par Philippe Garrel et sorti en 1968. Le titre de ce film deviendra le nom d'actrice de celle qui y tient le rôle principal sous son véritable nom: Anne bourguignon.

## Synopsis
Anne est une jeune fille qui ne supporte plus son milieu bourgeois. Choisissant de rompre toute relation avec sa famille, elle part à l'aventure avec un garçon de son âge et, comme elle, rebelle. 

## Fiche technique
- Titre français : Anémone
- Réalisation : Philippe Garrel
- Scénario : Philippe Garrel
- Pays d'origine :  France
- Format : Couleurs - Mono
- Durée : 60 minutes
- Date de sortie : 1968

## Distribution
- Anne Bourguignon : Anémone (créditée sous son vrai nom)
- Pascal Laperrousaz : Pascal
- Maurice Garrel : Le père d'Anémone / L'agent de police